# Juan Tébar
Juan Tébar (Madrid, 17 de diciembre de 1941) es un escritor, guionista de cine  conocido por su trabajo en Hora once (1968), No sé bailar (1992) y Pena de muerte (1974). 

## Biografía
Hasta su adelescia estuvo viendo en Madrid, donde nació, en la calle 2 de Mayo y en La Coruña, Galicia, estudiante en la Academia-Escuela Galicia, una educación que se desarrolló en el contexto de la posguerra, donde el cine ofrecía una vía de escape y una forma de imaginar otros mundos. 
Durante la década de los 70, Tébar comenzó a desarrollar una filmografía diversa, en la que se cuentan títulos como Ceremonia sangrienta (1973), Un casto varón español (1973) y Pena de muerte (1977).  
En 1971 se casa con la actriz Concha Goyanes y fueron padres del también guionista Pablo Tébar y de la actriz Rebeca Tébar.
Entre las más de 30 obras registradas se encuentran cuentos, guiones y narraciones que van desde adaptaciones de relatos tradicionales (como sus versiones sobre Las mil y una noches) hasta propuestas originales que exploran desde lo absurdo hasta lo inquietante.

## Filmografía
Cine:
| Año  | Película                   |
| ---- | -------------------------- |
| 1980 | Cuentos eróticos           |
| 1977 | Al fin solos, pero...      |
| 1977 | In memoriam                |
| 1976 | Emilia... parada y fonda   |
| 1975 | ¡Jo, papá!                 |
| 1974 | El amor del capitán Brando |
| 1973 | Pena de muerte             |
| 1973 | La saga de los Drácula     |
| 1972 | Ceremonia sangrienta       |
| 1972 | Un casto varón español     |
| 1970 | La Residencia              |